# 藍色隧道
藍色隧道（1989年8月16日—）是臺灣壁畫家，本名是「簡峻誠」，原名是「簡俊昇」。曾因華山1914文化創意產業園區創作壁畫裡的月球圖案，與藝術家劉銘軒的作品相似，而遭對方提告，經臺灣臺北地方檢察署查驗後依違反《著作權法》起訴。

## 個人背景
旅美插畫家清水裕子在創作上將浮世繪與商業結合，藍色隧道也深受此創作形式影響。
2013年3月12日藍色隧道與林毓恆成立「蔚藍海域彩繪工作室」。

## 創作經歷
2013年國立屏東科技大學客家文化產業研究所聘請藍色隧道擔任駐所藝術家之一，在教室走廊上繪製六堆客家文化的傳統產業。壁畫家使用油漆和壓克力顏料畫至於木板上，並裝飾在研究所的教室裡。
2014年藍色隧道在屏東市中山公園進行3D彩繪，並於同年11月21日舉行開幕典禮。

## 爭議
2018年3月份，藍色隧道受藝高文創委託在華山1914文化創意產業園區完成作品《星星也需要休息》，被發現壁畫中的月亮圖案與藝術家劉銘軒的《月來月好》作品相似。同年4月份，藍色隧道在Facebook發表道歉聲明，2017年4月在網路上看到劉銘軒所設計的該作品，便下載當作繪製壁畫的發想元素。並將個人創作和收集的素材過程公開，也為未獲得創作者劉銘軒的授權就擅自使用的行為，向朵雷咪一人工作室、華山1914文化創意產業園區及iEgoart.com的相關單位致歉。經臺灣臺北地方檢察署查驗後，該壁畫之中的月球圖案，其陰影、造型和線條構圖等細節，幾乎與《月來月好》相同，即使畫面周圍添加其他圖示，仍有抄襲劉銘軒的設計概念，依違反《著作權法》將藍色隧道起訴。

## 外部連結
- 藍色隧道的Facebook專頁
- 藍色隧道的Instagram帳戶